# Лосевский, Владимир Степанович
Владимир Степанович Лосевский (XIX век — XX век) — российский государственный деятель, тайный советник. Губернатор Акмолинской области. Член  ЗСОИРГО (1892)

## Биография
В службе с 1875 года. С 1891 по 1905 годы  управляющий Канцелярией Степного генерал-губернатора. В 1891 году входил в комиссию по встрече в Омске наследника Цесаревича Николая Александровича. На 1893 год статский советник. В 1896 году действительный статский советник. В 1905 году произведён в тайные советники.
С 1906 по 1910 годы был Губернатором Акмолинской области. В 1906 году назначен губернатором вместо убитого террористами ген.-майора Н.М.Литвинова. В 1909 году В.С.Лосевский встречал и сопровождал Великого князя Константина Константиновича при его приезде в Омск. С 1910 года в отставке.